# Miasteczko South Park
Miasteczko South Park (ang. South Park) – amerykański komediowy serial animowany dla dorosłych stworzony przez Treya Parkera i Matta Stone’a dla telewizji Comedy Central. Głównymi bohaterami są czterej chłopcy – Eric Cartman, Stan Marsh, Kyle Broflovski i Kenny McCormick – miewający dziwne przygody w tytułowym miasteczku w stanie Kolorado. Serial charakteryzuje się użyciem wulgarnego języka, czarnego humoru, poruszaniem kontrowersyjnych tematów i ciętą satyrą na współczesną Amerykę.
Postacie z serialu po raz pierwszy pojawiły się w dwóch animowanych krótkich metrażach, stworzonych przez Parkera i Stone’a w 1992 i 1995 roku. Drugi z nich stał się jednym z pierwszych viralowych filmów opublikowanych w Internecie, co ostatecznie doprowadziło do powstania serialu. Pierwszy sezon, którego emisję rozpoczęto w sierpniu 1997 roku, okazał się sukcesem, a serial – mimo zmiennej oglądalności – do dziś pozostaje jednym z najpopularniejszych programów stacji Comedy Central.
Pilotażowy odcinek, Sonda analna Cartmana, zrealizowany został przy wykorzystaniu animacji wycinankowej, zaś kolejne przy wykorzystaniu oprogramowania imitującego tę technikę. Głosy pod większość postaci podkładają sami Parker i Stone. Od 2000 roku większość odcinków tworzona jest w ciągu tygodnia poprzedzającego ich emisję i dostarczana telewizji na kilka godzin przed premierą, co pozwala na umieszczanie w nich aktualnych tematów. 23 października 2013 roku po raz pierwszy w historii serialu zamiast premierowego odcinka wyemitowana została powtórka – w związku z brakiem prądu w studiu, twórcy nie zdążyli ukończyć nowego odcinka na czas.
Serial był wielokrotnie nagradzany, zdobył m.in. pięć Primetime Emmy Awards, Peabody Award oraz liczne wyróżnienia publicystów na listach najlepszych programów telewizyjnych, w tym m.in. tygodnika „TV Guide”, który umieścił go na 10. miejscu najlepszych seriali animowanych wszech czasów. Na fali popularności serialu zrealizowany został pełnometrażowy film pod tym samym tytułem, który trafił do kin w czerwcu 1999 roku.
Pełne odcinki Miasteczka South Park w wersji angielskiej i hiszpańskiej udostępniane są na oficjalnej stronie internetowej serialu.

## Opis

### Miejsce akcji i bohaterowie
Serial opowiada o przygodach czterech chłopców – Stana Marsha, Kyle’a Broflovskiego, Erica Cartmana i Kenny’ego McCormicka – mieszkających w fikcyjnym miasteczku South Park, położonym w dolinie South Park w Górach Skalistych w środkowym Kolorado. Miejscami odgrywającymi w serialu ważną rolę są szkoła podstawowa, przystanek autobusowy, śnieżny krajobraz oraz sklepy i inne budynki wzdłuż głównej ulicy miejscowości, wzorowane na mieście Fairplay.
Stan Marsh przedstawiany jest jako everyman, na oficjalnej stronie serialu opisywany jako „przeciętny amerykański czwartoklasista”. Kyle jest jedynym Żydem w grupie, przez co jego postać często staje się obiektem satyry. Postać Stana wzorowana jest na osobie Treya Parkera, z kolei Kyle’a – na osobie Matta Stone’a, zaś wzajemna przyjaźń chłopców, będąca w serialu często poruszanym tematem, odzwierciedla prawdziwą przyjaźń twórców. Eric Cartman, z reguły nazywany jedynie z nazwiska, przedstawiany jest jako głośny, otyły i niemiły manipulant, rasista i psychopata. Często pełni funkcję antagonisty, lub w niektórych przypadkach antybohater, zaś jego antysemityzm skutkuje wieczną rywalizacją z Kyle’em, wzmacnianą silnym poczuciem moralności Kyle’a, której brak Cartmanowi. Pochodzący z biednej rodziny Kenny nosi bluzę z ciasno nałożonym na głowę kapturem, przez co jego wypowiedzi są niezrozumiałe. Przez pierwszych pięć serii umierał w prawie każdym odcinku, powracając w następnym, co zostało wyjaśnione dopiero w 2013 roku w odcinku Szop kontra Szop i Przyjaciele, w którym Kenny wyjawia, że posiada supermoc i nie może umrzeć. W szóstej serii Kenny został uśmiercony „na stałe”, zmartwychwstał jednak w finałowym odcinku serii. Od tamtego czasu uśmiercanie Kenny’ego przestało być stałym elementem serialu. W pierwszych pięćdziesięciu ośmiu odcinkach bohaterowie chodzili do trzeciej klasy szkoły podstawowej, jednak od odcinka pt. 4. klasa wyemitowanego w 2000 roku chodzą do czwartej.
Fabuła odcinków napędzana jest różnego rodzaju wydarzeniami – od zwykłych po nadprzyrodzone – mającymi miejsce w miasteczku. Chłopcy często są głosem rozsądku, kiedy wydarzenie takie przyczynia się do paniki wśród dorosłych mieszkańców, przedstawianych jako niemyślący racjonalnie, łatwowierni i skorzy do przesady. Bohaterowie często gubią się wobec sprzeczności i hipokryzji swoich rodziców i innych dorosłych.

### Tematyka

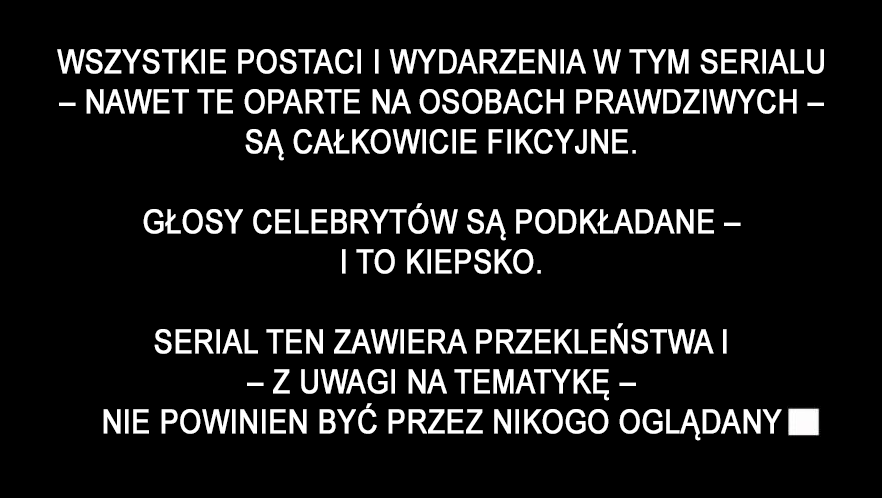
Ostrzeżenie poprzedzające każdy odcinek.

Każdy odcinek rozpoczyna się humorystycznym ostrzeżeniem, informującym o tym, że wszystkie postaci – nawet te prawdziwe – są fikcyjne, głosy celebrytów słabo udawane, a program zawiera rubaszny humor, wobec czego nie powinien być przez nikogo oglądany.
Miasteczko South Park było pierwszym programem w stałej emisji, który otrzymał kategorię wiekową TV-MA i w zamierzeniu był produkcją skierowaną dla dorosłych widzów. Główni bohaterowie oraz inne dzieci używają wulgarnego języka, chociaż podczas emisji telewizyjnej są one cenzurowane. Według Parkera i Stone’a używanie wulgaryzmów ma obrazować to, jak naprawdę rozmawiają ze sobą młodzi ludzie, kiedy w pobliżu nie ma dorosłych.
Twórcy serialu bardzo często uciekają się do karnawalizacji i absurdu, przemocy i podtekstów seksualnych, polegając na powtarzających się cyklicznie gagach, odniesieniach do popkultury oraz satyrycznym przedstawianiu celebrytów.
Wczesne odcinki nastawione były na szokowanie i operowały bardziej slapstickowym humorem. Chociaż już wtedy okazjonalnie wykorzystywano elementy satyry na amerykańskie społeczeństwo, wraz z rozwojem serialu coraz bardziej wysuwała się ona na pierwszy plan, bohaterowie w dalszym ciągu używają jednak kloacznego humoru, co według twórców ma przypominać dorosłym widzom „jak to było, kiedy miało się osiem lat”. Z czasem Parker i Stone zaczęli rozwijać inne postaci, poświęcając im większą uwagę w poszczególnych odcinkach oraz rozpoczęli pisanie scenariuszy odnoszących się do religii, polityki i innych tematów postrzeganych jako drażliwe, wyszydzając zarówno liberałów, jak i konserwatystów. Twórcy opisali samych siebie jako „wypośrodkowanych gorszycieli”, których głównymi celami są „bycie zabawnymi” i „rozśmieszanie ludzi”, stwierdzając, że żaden temat ani grupa nie stanowi wyjątku i może stać się obiektem satyry oraz szyderstwa.
Zdaniem twórców serial w dalszym ciągu koncentruje się na byciu dzieckiem i tym, jak wygląda ich życie w amerykańskiej szkole podstawowej, zaś elementy satyry wprowadzone zostały w celu nadania mu „moralnego środka”, żeby nie polegać bezustannie na wulgarności i szokowaniu, co mogłoby znudzić widza. Z reguły chłopcy i/lub inne postaci wyciągają wnioski z wydarzeń, które miały miejsce w odcinku, podsumowując je krótkim monologiem. We wcześniejszych seriach przemowy takie zaczynały się od słów „Wiecie, czegoś się dzisiaj nauczyłem...” lub podobnych.

## Geneza

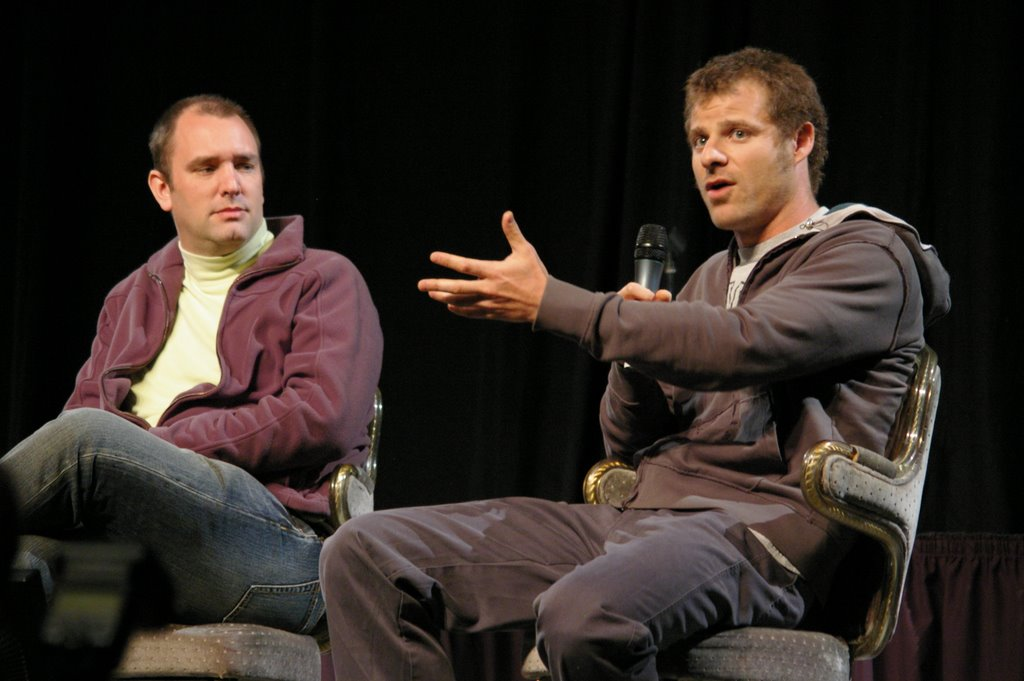
Trey Parker (po lewej) i Matt Stone w 2007 roku

W 1992 roku, niedługo po spotkaniu na kierunku filmowym University of Colorado at Boulder, Parker i Stone stworzyli krótkometrażowy film animowany The Spirit of Christmas. Zrealizowany został on przy użyciu wycinanki i animacji poklatkowej, pojawiły się w nim prototypy postaci znanych z Miasteczka South Park, w tym m.in. postać przypominająca Cartmana, nazywana Kennym, oraz nieposiadające imion postaci przypominające Kenny’ego, Stana i Kyle’a. Brian Graden, przyjaciel Parkera i Stone’a pracujący dla Fox Broadcasting Company, poprosił ich o stworzenie kolejnego krótkiego metrażu jako kartki bożonarodzeniowej. Stworzony w 1995 roku drugi The Spirit of Christmas stylistyką znacznie bardziej przypominał późniejszy serial. Żeby uniknąć mylenia obu filmów, pierwszy nazywany bywa Jezus kontra bałwan, a drugi Jezus kontra Mikołaj. Graden wysłał filmik do swoich znajomych, którzy następnie powielili go, także w Internecie, dzięki czemu stał się jednym z pierwszych filmów viralowych.
Wraz z rosnącą popularnością Jezus kontra Mikołaj, twórcy zaczęli prowadzić rozmowy na temat przekształcenia krótkometrażówki w serial telewizyjny. Fox odmówił, nie chcąc emitować produkcji, w której pojawia się m.in. mówiący kał – Mr. Hankey. Parker i Stone zwrócili się ku MTV i Comedy Central. Parker optował za drugą opcją, obawiając się, że MTV przekształci serial w program dla dzieci. Doug Herzog, jeden z kierowników Comedy Central, po obejrzeniu filmiku zezwolił na zrealizowanie serialu.
Parker i Stone zgromadzili niewielką ekipę, z którą w ciągu trzech miesięcy stworzyli pilotażowy odcinek Sonda analna Cartmana. Po słabej ocenie widowni testowej, zwłaszcza kobiet, projektowi groziła kasacja, jednak ze względu na rosnącą popularność krótkometrażówek w Internecie stacja zgodziła się na zrealizowanie sześciu odcinków. Pilot wyemitowany został 13 sierpnia 1997 roku.

## Proces produkcji
Podczas gdy pierwszy odcinek tworzony był metodą wycinanki i animacji poklatkowej, wszystkie następne zrealizowane zostały przy pomocy oprogramowania symulującego taką metodę. W odróżnieniu od pilota, którego stworzenie zajęło trzy miesiące, i innych animowanych sitcomów, z reguły ręcznie rysowanych przez firmy outsourcingowe z Korei Południowej, co zajmuje od ośmiu do dziewięciu miesięcy, poszczególne odcinki Miasteczka South Park tworzone są znacznie szybciej. Pierwsze serie tworzone były w około trzy tygodnie, a od kiedy ekipa rozrosła się do siedemdziesięciu osób, z reguły tworzone są od trzech do czterech dni. Większość ekipy produkcyjnej pracuje w biurze South Park Studios w kalifornijskim Culver City. Parker i Stone od samego początku są producentami serialu. Współproducentką ostatnich odcinków pierwszej serii była Anne Garefino. Przez pięć pierwszych serii komunikację pomiędzy South Park Studios a nowojorską główną siedzibą Comedy Central koordynowała Debbie Liebling, starszy kierownik ds. produkcji z 20th Century Fox.
Scenariusze tworzone są dopiero w momencie rozpoczęcia prac nad serią. Produkcja odcinka rozpoczyna się w czwartki, od posiedzenia, podczas którego Parker i Stone naradzają się z konsultantami co do scenariusza. Wśród scenarzystów dawniej znajdowały się m.in. Pam Brady i Nancy Pimental. Gościnnie funkcję konsultanta ds. scenariusza pełnił Norman Lear, idol twórców, który współpracował z nimi w 2003 roku przy odcinkach Zdjęci z anteny i Za, a nawet przeciw. Podczas produkcji 12. i 13. serii konsultantem i koproducentem był Bill Harder, scenarzysta Saturday Night Live.
Po naradzie Parker pisze scenariusz odcinka, a po jego ukończeniu sztab animatorów, montażystów, techników i inżynierów dźwięku rozpoczyna pracę nad nim, co z reguły zajmuje 100–120 godzin. Od czwartej serii, wyemitowanej w 2000 roku, Parker pełni większość funkcji związanych z reżyserią, z kolei Stone koordynuje produkcję i zajmuje się kwestiami finansowymi. W środy gotowy odcinek przesyłany jest drogą internetową do centrali Comedy Central, niekiedy nawet na kilka godzin przed planowaną emisją.
Twórcy uważają, że proces tworzenia odcinka zamykający się w siedmiu dniach pozwala na większą spontaniczność w procesie twórczym, co skutkuje zabawniejszym serialem. Pozwala to również Miasteczku South Park komentować bądź wyszydzać bieżące wydarzenia znacznie szybciej, niż innym satyrycznym animacjom. Jednym z najwcześniejszych przykładów takiego podejścia jest odcinek Pięcioraczki z 2000 roku, nawiązujący do interwencji amerykańskiej Straży Granicznej wobec kubańskiego imigranta Eliána Gonzáleza, mającej miejsce na cztery dni przed emisją odcinka. Odcinek Najlepszy przyjaciel z 2005 roku odnosił się do sprawy Terri Schiavo i został wyemitowany niecałe dwanaście godzin przed jej śmiercią. W Świętach w Kanadzie (2003), ostatnim odcinku siódmej serii, pojawia się odniesienie do pojmania Saddama Husajna, mającego miejsce na trzy dni przed emisją. Odcinek Odnośnie wczorajszej nocy... wyemitowany został niecałą dobę po wyborze Baracka Obamy na prezydenta Stanów Zjednoczonych i zawierał fragmenty jego oryginalnej przemowy.
15 października 2013 roku, w związku z brakiem prądu w studiu, twórcy po raz pierwszy w historii serialu nie zdążyli ukończyć odcinka, którego emisja planowana była na następny dzień, w związku z czym premiera Goth Kids 3: Dawn of the Posers została przeniesiona na 23 października.

## Dystrybucja
Poza Stanami Zjednoczonymi serial emitowany jest w niektórych krajach Europy i Ameryki Łacińskiej na kanałach powiązanych z Comedy Central lub MTV Networks, należących do koncernu Viacom. W Polsce serial pierwotnie nadawany był przez Canal+, który w latach 1999–2012 wyemitował piętnaście serii. W 2001 roku pierwszą serię wyemitowała Wizja Jeden, zaś w latach 2006–2010 pierwsze serie emitowane były na MTV. Od 2012 do 2019 serial emitowany na antenie VH1, Od 2006 roku serial nadaje również Comedy Central, od kwietnia 2012 roku będący jedynym kanałem emitującym Miasteczko South Park w Polsce. Na mocy porozumienia z Comedy Central, na kilku rynkach serial emitowany jest przez lokalnych operatorów. W Australii przez The Comedy Channel, SBS One (serie 1–13 w wersji ocenzurowanej, 14–15 nieocenzurowane) i SBS2 (nieocenzurowana 16. seria), z kolei w Kanadzie w wersji angielskiej przez The Comedy Network, a następnie Much. W Irlandii serial emituje telewizja TG4, w Szkocji STV, w Wielkiej Brytanii Comedy Central i MTV, chociaż pierwotnie emitowano go na Channel 4, zaś w Serbii B92.

## Inne produkty
Poza serialem i filmem kinowym, na rynku ukazał się również szereg produktów związanych z Miasteczkiem South Park. W 1998 roku wydany został album Chef Aid: The South Park Album, będący kompilacją piosenek z serialu oraz coverów wykonywanych przez postaci z niego. W 1999 ukazała się płyta  Mr. Hankey’s Christmas Classics, zawierająca utwory z odcinka Świąteczne piosenki pana Hankeya oraz inne piosenki bożonarodzeniowe. W tym samym roku wydano singel „Chocolate Salty Balls” promujący Chef Aid: The South Park Album, który trafił na pierwsze miejsce list przebojów w Wielkiej Brytanii.
W 1998 roku na rynku ukazała się pierwsza gra komputerowa stworzona na kanwie serialu – strzelanka pierwszoosobowa South Park autorstwa Acclaim Entertainment. Rok później wydano South Park: Chef's Luv Shack, będącą zbiorem minigierek i łamigłówek, zaś w 2000 grę wyścigową South Park Rally. Parker i Stone, których udział w tworzeniu wzmiankowanych gier ograniczył się do podkładania w nich głosów, w późniejszym czasie publicznie skrytykowali Acclaim za ich słabą jakość. Pierwszą grą, w której tworzeniu aktywny udział wzięli Parker i Stone, była South Park: Kijek Prawdy z 2014 roku. 17 października 2017 roku została wydana gra South Park: The Fractured but Whole.

## Kontrowersje
Często przedstawiana w serialu tematyka, a także humor i  ukazanie religii w sposób komiczny nie raz wywołała kontrowersje wśród krytyków i debatę w ciągu dwudziestu sześciu sezonów. Stone i Parker często wykorzystują serial do wyśmiewania szerokiej gamy tematów, a także obu stron spornych kwestii.
Odcinek Trapped in the Closet z 2005 roku parodiował scjentologię, ukazując L. Rona Hubbarda i Toma Cruise’a. Po emisji, Isaac Hayes (głos Chefa) odszedł z serialu, a Kościół Scjentologiczny podjął próby zablokowania dalszej emisji odcinka.
W odcinku Hell on Earth 2006 (sezon 10) przedstawiono Steve’a Irwina z kolcem płaszczki w klatce piersiowej, co miało miejsce zaledwie siedem tygodni po jego śmierci. Scena została uznana za niewrażliwą i nieodpowiednią.
W odcinkach Super Best Friends i 201 z 2005 i 2010 roku, pojawiły się kontrowersyjne scena przedstawiające proroka Mahometa, co wywołało gwałtowne reakcje zarówno ze strony części widzów, jak i środowisk muzułmańskich. Odcinek spotkał się z krytyką i groźbami ze strony ekstremistycznych grup. W wyniku tych zdarzeń, odcinek został wycofany z ponownych emisji i serwisów streamingowych.
Po emisji odcinka Band in China z 2019 roku, który krytykował chińskie władze, serial został całkowicie zablokowany w Chinach, a wszystkie związane z nim treści zostały usunięte z chińskiego internetu.
W lipcu 2025 roku Biały Dom wydał oświadczenie krytykujące odcinek Sermon on the Mount, który w sposób satyryczny przedstawiał Donalda Trumpa, przedstawiając go jako homoseksualistę będącego w związku z Szatanem, przy czym wyśmiewano jego fizyczność, w tym „maleńkie genitalia”. Rzeczniczka Białego Domu określiła serial jako „czwartoligowy” i „desperacki”, twierdząc, że próbuje przyciągnąć uwagę widzów kosztem powagi instytucji państwowych.

## Obsada
| Rola                     | Głos w wersji oryginalnej | Głos w wersji polskiej (Comedy Central)                             | Głos w wersji polskiej (Wizja Jeden) |
| ------------------------ | --- | ------------------------------------------------------------------- | ------------------------------------ |
| Eric Cartman             | Trey Parker | Maciej Kowalik                                                      | Mieczysław Morański                  |
| Stan Marsh               | Trey Parker | Bartosz Obuchowicz                                                  | Jacek Bończyk                        |
| Herbert Garrison         | Trey Parker | Miłogost Reczek / Krzysztof Dracz (serie 2.-10., 20.-21. i 23-26.)  | Jerzy Mazur                          |
| Randy Marsh              | Trey Parker | Wojciech Paszkowski / Przemysław Glapiński (serie 2.-10., 22., 26.) | Arkadiusz Jakubik                    |
| Ojciec Maxi              | Trey Parker | Wojciech Paszkowski / Przemysław Glapiński (serie 2.-10., 22., 26.) | Mirosław Konarowski                  |
| Clyde Donovan            | Trey Parker | Grzegorz Kwiecień                                                   | Janusz Zadura                        |
| Jimmy Valmer             | Trey Parker | Grzegorz Kwiecień                                                   | postać nie występuje                 |
| Dyrektor PP              | Trey Parker | Grzegorz Kwiecień                                                   | postać nie występuje                 |
| Funkcjonariusz Barbrady  | Trey Parker | Grzegorz Pawlak                                                     | Paweł Szczesny                       |
| Pan Mackey               | Trey Parker | Grzegorz Pawlak                                                     | Janusz Wituch                        |
| Gerald Broflovski        | Matt Stone | Grzegorz Pawlak                                                     | brak danych                          |
| Kyle Broflovski          | Matt Stone | Mateusz Narloch                                                     | Brygida Turowska                     |
| Kenny McCormick          | Matt Stone | Maciej Kowalski                                                     | Miriam Aleksandrowicz                |
| Timmy Burch              | Matt Stone | Maciej Kowalski                                                     | postać nie występuje                 |
| Leopold „Butters” Stotch | Matt Stone | Jacek Kopczyński                                                    | postać nie występuje                 |
| Stephen Stotch           | Matt Stone | Jacek Kopczyński                                                    | postać nie występuje                 |
| Jimbo Kern               | Matt Stone | Jacek Kopczyński                                                    | Janusz Zadura                        |
| Jezus                    | Matt Stone | Wojciech Paszkowski                                                 | Adam Bauman                          |
| Sheila Broflovski        | Mona Marshall | Brygida Turowska                                                    | Elżbieta Kopocińska                  |
| Wendy Testaburger        | April Stewart | Brygida Turowska                                                    | Anna Apostolakis                     |
| Sharon Marsh             | April Stewart | Brygida Turowska                                                    | brak danych                          |
| Liane Cartman            | April Stewart | Monika Szalaty                                                      | Olga Bończyk                         |
| Jerome „Chef” McElroy    | Isaac Hayes / Peter Serafinowicz (Darth Chef) | Jakub Wieczorek / Grzegorz Pawlak (Darth Chef)                      | Jacek Czyż                           |
| Ike Broflovski           | Franchesca Clifford / Jesse Howell / Anthony Cross-Thomas / Nico Agnone / Milan Agnone / Toby Morton / Eli Harris / Jack Shih / Spencer Lacey Ganus / Dimitri Mendoza / Connor Villard / Jessie Thomas / Sebastian Yu / Matt Stone / Betty Boogie Parker | Elżbieta Kopocińska                                                 | Elżbieta Kopocińska                  |
| Bebe Stevens             | Jennifer Howell / Mary Kay Bergman | Elżbieta Kopocińska                                                 | Elżbieta Kopocińska                  |